# Ib Windfeld-Hansen
Ikke at forveksle med agronomen Ib Windfeld
Ib Windfeld-Hansen (27. april 1845 i Nørre Farup ved Ribe – 30. april 1926 i København) var en dansk ingeniør og belysningsdirektør.

## Uddannelse og første stillinger
Han var søn af kroholder, senere bankdirektør Hans Hansen (1813-1867) og Karen Windfeld (1824-1908). Windfeld-Hansen blev student 1864 fra Ribe Katedralskole efterfulgt af filosofikum og polyteknisk adgangseksamen året efter. 1871 blev han cand.polyt. Hans første ingeniørarbejde var et sommerdige i Farup. Herfra kom han til entreprenør Carlé, der udførte den nye havn i Esbjerg. 1872 var han beskæftiget i Stege med projektering af et sejlløb til koster og overværede her stormfloden i november. Efter denne rejste han sammen med daværende havnebygmester C.K. Øllgaard til de egne, hvor stormfloden havde hærget, for at taksere skaderne. Dernæst var han i årene 1874-76 på Bornholm for at projektere en genopbygning af havnene på øen, og efter dette projekt rejste han som konsulent for Ministeriet for Island til Island for at besigtige broer og havne i levende live.
I 1877 ansatte teknikborgmester i København E.D. Ehlers Windfeld-Hansen som assistent for gasværksbestyrer Georg Howitz ved opførelsen af Østre Gasværk på Østerbro. Efter afslutningen af det store byggeforetagende, hvor Windfeld-Hansen havde vist sine evner, blev den unge ingeniør i 1879 ansat som teknisk fuldmægtig. Det var et job, der krævede, at han skulle stå for alle de forefaldende ingeniørarbejder på et gasværk. Windfeld-Hansen satte også fingeraftryk på udvidelsen af Vestre Gasværk, og han konstruerede gaspumpestationen på Christianshavn.
I mellemtiden var et nyt teknisk område blomstret op takket være Thomas Edisons forsøg: Den elektriske belysning. Elektriske centralstationer begyndte at blive almindelige i større amerikanske og europæiske byer. 1885 havde Berlin således fået et elektricitetsværk, og 1888 var Hamborg fulgt efter. Windfeld-Hansen studerede grundigt dette nye felt, også ved rejser i udlandet, og 1889 mente han, at udviklingen var kommet så langt forbi "børnesygdommene", at man med fordel kunne indføre elektrisk belysning i Danmark.

## De første elektricitetsværker
Motiveret af Windfeld-Hansens undersøgelser og beregninger indstillede Københavns Magistrat samme år til Københavns Borgerrepræsentation, at der i den indre by blev etableret et elektricitetsværk til levering af jævnstrøm og beregnet på forsyning af op til 10.000 glødelamper. Ved gasværksbestyrer Howitz' afgang 1891 blev der oprettet et nyt embede som direktør for Københavns Belysningsvæsen, som blev udfyldt med den daværende kontorchef i Magistraten, cand.jur. & polyt. Anders Therkelsen. Windfeld-Hansen blev således forbigået. Da elektricitetsværket i Gothersgade blev indviet 1892, fik Windfeld-Hansen stillingen som driftsbestyrer ved elværket. Hans evner fik nu lov at udfolde sig helt, idet han tilrettelagde værket på en måde, der var fremtidssikret, og var en omhyggelig og innovativ driftsleder. Han organiserede installatørvæsenet og tilrettelagde værkets tariffer, således at erhvervslivet kunne få nytte af den nye kraftkilde. Lysprisen blev kontinuerligt forsøgt reduceret, og der blev tilbudt en speciel pris for strøm til motorer. Allerede 1894 tog man hul på et projekt til endnu et elektricitetsværk, på Vesterbro, og da Gothersgadeværkets regnskab for 1895 viste sikker rentabilitet, blev forslaget fremsat i begyndelsen af 1896. Allerede to år senere kunne Vestre Elektricitetsværk i Tietgensgade indvies.

## Belysningsdirektør
I 1896 døde Therkelsen, og Ib Windfeld-Hansen blev hans efterfølger som belysningsdirektør. Han blev altså ansvarlig for den store udbygning af elnettet i hovedstaden, der fandt sted i begyndelsen af 1900-tallet og påtog sig dermed en stor opgave: 1898-1902 blev elforsyningen suppleret med Østre Elektricitetsværk, og elektrificeringen af De kjøbenhavnske Sporveje blev gennemført. 1904 fik værket i Gothersgades en udvidelse, og samtidig blev overgangen fra 2 x 110 volt til 2 x 220 volt driftsspænding effektueret. 1907 påbegyndtes forsyningen af de ydre distrikter med højspændt vekselstrøm, og 1908 indførtes dampturbinedrift på Østre Elektricitetsværk. Med indlemmelsen af nye distrikter fra København i 1902 var forsyningsområdet blevet arealmæssigt meget større.
I takt med udbygningen af infrastrukturen fulgte også en justering af tarifferne, eftersom efterspørgslen på elektrisk strøm steg fra år til år. I 1916-20 blev første etape af H.C. Ørstedsværket rejst, og videreførelsen af samarbejdet med Nordsjællands højspændingsnet (og derigennem med det svenske kraftværk ved Lagan) blev sat i system.
Efterspørgslen på energi til den hastige industrialisering berørte selvfølgelig også gasværkerne. Østre Gasværk måtte udvides, og ved indlemmelsen af Sundby 1902 blev Sundby Gasværk en del af infrastrukturen. Der manglede dog stadigt et moderne gasværk i byens vestlige periferi, og det blev til Valby Gasværk, etableret 1908 og konstrueret efter Windfeld-Hansens planer.
Også administrationsbehovet var støt stigende. Der blev i 1909 afholdt en konkurrence om en bygning til den nye kommunale forsyningsenhed, og i 1913 kunne Belysningsvæsenets nye administrationsbygning mellem Gothersgade og Vognmagergade indvies (tegnet af G.B. Hagen og Rolf Schroeder).
I 1920 gik Windfeld-Hansen af som belysningsdirektør efter af have lagt en stor indsats i elektrificeringen af hovedstaden. Samtidig havde han dygtigt håndteret mangelsituationen under 1. verdenskrig. 1915 blev han medlem af Dansk Kulbureau, som bistod ved kulforsyningen til Danmark, og 1916-17 var han leder af Kommunernes Kulbureau. Som en særlig påskønnelse over for Windfeld-Hansen blev H.C. Ørstedværket startet i overværelse af den samlede Borgerrepræsentation få dage før, han 1. april 1920 trådte tilbage.

## Andre hverv
Ved siden af sin stilling som embedsmand tog Windfeld-Hansen sig også tid til faglige hverv. Han var således 1896-1909 docent i elektroteknik ved Polyteknisk Læreanstalt og den første lærer i dette fag. Hans undervisning blev dog præget lidt af udvendig rutine, fordi han havde sit job at passe.
Han spillede også en rolle som hjælper for den unge læge Niels Finsen i udviklingen af en metode til behandling af lupus. Finsen blev i november 1895 introduceret til ham af underbestyrer, senere overingeniør Carl Hentzen. Windfeld-Hansen var straks interesseret og hjalp Finsen på enhver måde, og det var Windfeld-Hansen, der gik til G.A. Hagemann og fik hans og Vilhelm Jørgensens støtte. Windfeld-Hansen var medlem af det forberedende udvalg og af den første bestyrelse for Finsens medicinske Lysinstitut. 1916 blev han bestyrelsesformand.
Fra 1896 var Windfeld-Hansen medlem af bestyrelsen for KTAS. 1903-08 var han formand for Elektroteknisk Forening. Han var foreningens første formand og blev 1922 æresmedlem af foreningen. 1910-13 var han Formand for Dansk Ingeniørforening. 1908 blev han vicepræsident i og 1916 Hagemanns efterfølger som præsident for Dansk Elektroteknisk Komité. Windfeld-Hansen blev Ridder af Dannebrog 1895, Dannebrogsmand 1911 og Kommandør af 2. grad 1920. 
Han var blevet gift 3. juli 1874 i Tjæreborg med Maria Kirstine Hansen (27. januar 1844 på Krogsgaard, Tjæreborg Sogn – 5. marts 1935 i København), datter af proprietær Niels Hansen (1810-1881) og Ane Kirstine Nielsen (1815-tidligst 1890).
Han er begravet på Holmens Kirkegård i København. Portrætteret på P.S. Krøyers maleri Industriens Mænd (1904).